# República Federal Checa y Eslovaca
Después de la Revolución de Terciopelo a finales de 1989, en la que se derrocó al gobierno comunista, Checoslovaquia adoptó el nombre oficial República Federativa Checa y Eslovaca (en checo: Česká a Slovenská Federativní Republika, en eslovaco: Česká a Slovenská Federatívna Republika; ČSFR) durante el período comprendido entre el 23 de abril de 1990 y el 31 de diciembre de 1992, tras el cual el país se disolvió en la República Checa y la República Eslovaca.

## Adopción del nombre
Desde 1960, el nombre oficial de Checoslovaquia era República Socialista Checoslovaca (Československá socialistická republika, ČSSR). A raíz de la Revolución de Terciopelo, el recién elegido presidente Václav Havel anunció que la palabra "socialista" sería eliminada del nombre oficial del país.
La sabiduría convencional sugirió que el país reanudaría el nombre utilizado de 1919 a 1938 y de 1945 a 1960, República de Checoslovaquia (Československá republika). Sin embargo, los políticos eslovacos objetaron que el nombre tradicional subsumía demasiado el estatus de igualdad de Eslovaquia en el estado federal. El primer compromiso fue la Ley Constitucional 81/1990, que cambió el nombre del país a República Federativa de Checoslovaquia (en checo: Československá federativní republika, en eslovaco: Česko-slovenská federatívna republika; ČSFR), reconociendo explícitamente la naturaleza federal del estado. Se aprobó el 29 de marzo de 1990 (entrando en vigor el mismo día) sólo después de un acuerdo informal sobre la forma eslovaca que sería codificado explícitamente por una futura ley sobre símbolos estatales. Esto fue recibido con desaprobación general y otra ronda de regateo, apodado "la Guerra del Guión" (pomlčková válka / vojna) después del deseo de los eslovacos de insertar un guion en el nombre (Česko-Slovensko). Sin embargo, los checos agraviados se opusieron vehementemente a la misma por considerarla que recordaba demasiado a esa práctica durante la Segunda República Checoslovaca (cuando el nombre oficial era "República Checoeslovaca", que también se había utilizado de 1938 a 1939), cuando el país había sido mutilado por el gobierno de Checoslovaquia mediante el Acuerdo de Múnich y se deslizaba hacia su desmembramiento final a manos de la Alemania nazi un año después. El compromiso resultante, después de muchas negociaciones entre bastidores, fue la Ley Constitucional 101/1990, aprobada el 20 de abril y en vigor desde su declaración el 23 de abril. La ley cambió el nombre del país a "República Federativa Checa y Eslovaca"; a diferencia del anterior, también enumeró explícitamente ambas versiones y declaró que eran iguales.
El nombre rompe las reglas de la ortografía checa y eslovaca, que no usa mayúsculas para la segunda palabra y las siguientes de los nombres propios (ver arriba), ni adjetivos derivados de ellos. Por tanto, la forma correcta sería "Česká a slovenská federat ... republika". Sin embargo, se adoptó "Česká a Slovenská FR" con la esperanza de eliminar cualquier debate sobre el prestigio de Eslovaquia. Si bien pocas personas estaban contentas con el nombre, comenzó a usarse rápidamente. Las tensiones checas y eslovacas, de las cuales este fue un signo temprano, pronto se manifestaron en asuntos de mayor importancia inmediata que hicieron del nombre del país un problema comparativamente menor y al mismo tiempo aún más imposible de cambiar, por lo que el nombre permaneció.
La Constitución de 1960 siguió en vigor con carácter provisional. También fue enmendada en gran medida para eliminar su carácter comunista. En el momento de la disolución de Checoslovaquia todavía se estaba trabajando en una constitución permanente.